# Château des Tours-Saint-Laurent
Pour les articles homonymes, voir Château des Tours.
Le château des Tours-Saint-Laurent, ou château de Saint-Laurent-les-Tours, est une forteresse médiévale située sur le territoire de la commune éponyme de Saint-Laurent-les-Tours, dans la région historique du Quercy, qui surplombe la vallée de la Bave et la ville de Saint-Céré.

## Histoire

### Les premières traces de fortifications
Les premières traces d'une forteresse sur la bute de Saint-Laurent-les-Tours culminant la vallée de la Bave, et étant donc un point stratégique d'observation important, remontent à l'Antiquité romaine, comme l'attestent les armes et monnaies retrouvées lors de fouilles archéologiques. Un texte du XIIIe siècle précise que l'installation de ces camps de l'armée romaine sur les hauteurs de Saint-Céré daterait du règne de l'empereur Auguste.
Le premier édifice médiéval a vu le jour au VIIe siècle, à la demande du seigneur Serenus. Ce dernier donnera son nom au village de Sanctus Serenus, formé dans le giron du château, correspondant à l'actuelle commune de Saint-Laurent-les-Tours. Avec les siècles, le village du pied de la vallée dépassera en importance le premier, et récupérera alors le patronyme de Sanctus Serenus, pour devenir par la suite Saint-Séré, et finalement Saint-Céré. Quant au premier village originel, il est renommé d'après le saint-patron du jour de la perte de son intitulé historique : ainsi est né le nom de Saint-Laurent-les-Tours, et par conséquent celui du château des Tours-Saint-Laurent.

### Huit siècles sous la tutelle des vicomtes de Turenne
En 901, le comte d'Aurillac assiège le château de Sanctus Serenus, alors sous la tutelle de son vassal Arlaldus, et devient le premier seigneur reconnu par l'Histoire de la forteresse.
Le château appartient par la suite huit siècles durant aux vicomtes de Turenne.
En 1178, le comte d'Auvergne Guillaume VI cède les droits de la châtellenie de Saint-Séré au vicomte de Turenne, Raimon II, qui récupérera très vite les pleins pouvoirs aux co-seigneurs Bertrand, Bernard, Giral, Hugues et Rigal. Afin d'affirmer sa nouvelle place dans le sud de la vicomté, une première tour à vocation militaire est érigée au sud de l'enceinte du fort. Surnommée petite tour, le donjon porte aujourd'hui le nom de son maître d'œuvre. Raimon IV, un premier temps fidèle au Roi de France Louis IX, en ayant bâti pendant ce temps la forteresse du village de Turenne en son honneur, est forcé de porter allégeance à la couronne anglaise en 1263. Il reste pourtant à la fois vassal du Roi de France et du Roi d'Angleterre, ce qui épargna au château de Saint-Séré l'exposition des premiers affrontements de la guerre de Cent Ans.
Néanmoins, lorsque le château est transféré aux mains du nouveau vicomte Renaud IV de Pons, ennemi juré de l'envahisseur britannique, la période de paix connaît une parenthèse, ce qui conduira à la chute du fort aux mains des Anglais. Ainsi, de 1384 à 1390, il accueille Ramonet del Sort et Nolinbarbe, tous deux dévoués aux troupes anglo-saxonnes. Après le retrait de ces derniers, les vicomtes de Turenne, en la personne de Guillaume Roger de Beaufort, ne retrouveront leurs pleins droits sur la châtellenie de Saint-Séré qu'en 1427. La reprise sera marquée par la construction dans le Nord de l'enceinte d'un second donjon, plus haute que son vis-à-vis du versant Sud.
Les Guerres de religion ravageant le royaume, le château tombe sous les mains des protestants en 1575, un an après une première tentative avortée. Ils en seront chassés onze ans plus tard par le duc de Mayenne. Le nouveau vicomte de Turenne Henri de la Tour d'Auvergne, fortement ancré dans le courant huguenot, fortifie toutes ses propriétés en 1602, comprenant celle de Saint-Séré. Ses efforts furent vains, les troupes du Royaume de France écrasent la même année leurs opposants protestants. Le fils d'Henri, Frédéric Maurice de la Tour tentera de reconduire le combat, mais échouera comme son père, en 1641.

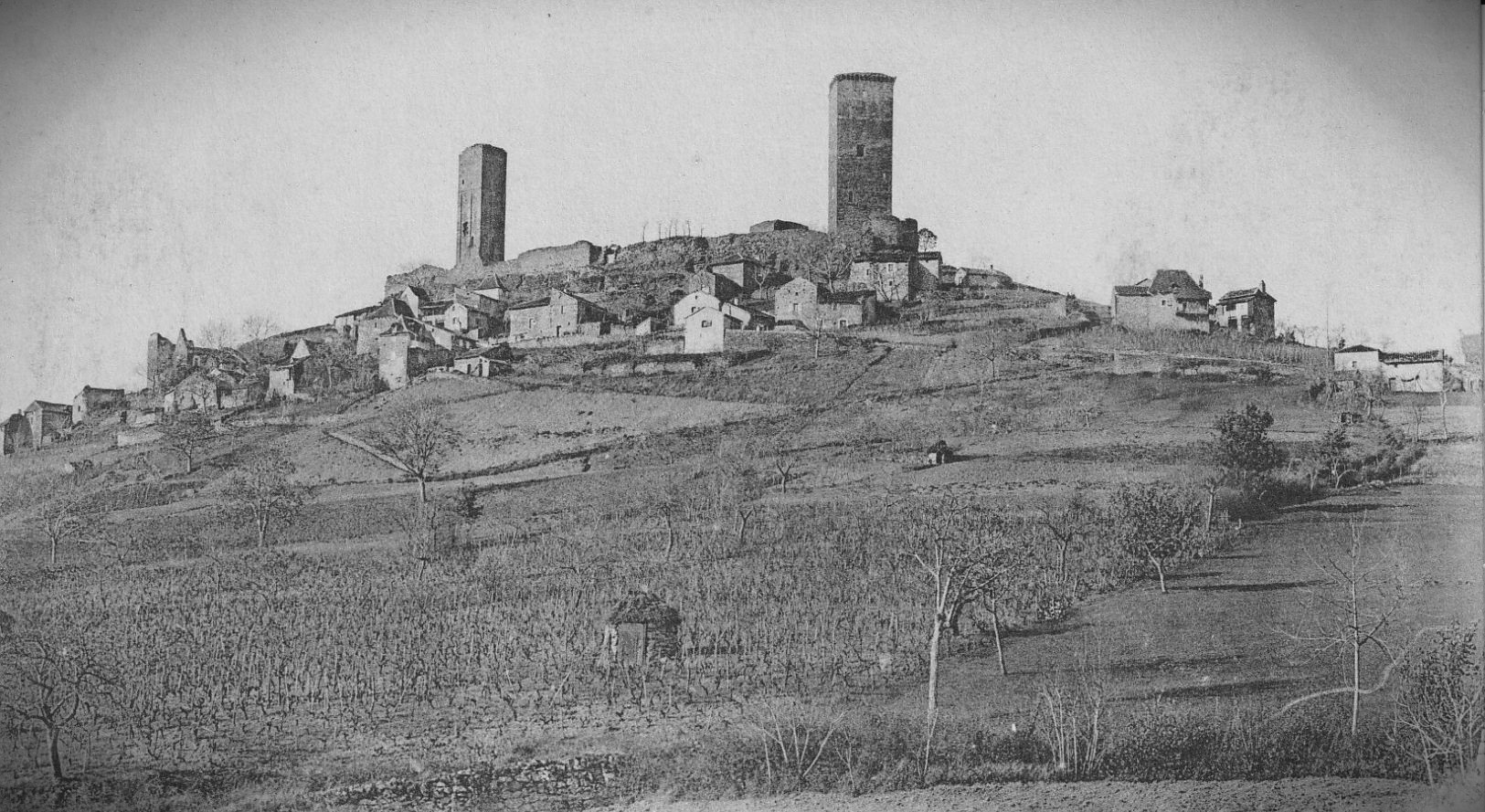
Saint-Laurent-les-Tours a la fin du XIXe siècle: Le logis néo-médiéval n'est pas encore construit.

Le règne de plusieurs siècles des vicomtes de Turenne sur le château des Tours-Saint-Laurent s'achève en 1738, date à laquelle le Roi de France, Louis XV, prend définitivement possession du fort, alors réduit par les années à l'état de ruines. Les différents propriétaires se succéderont tandis que les vestiges de la forteresse subiront les années qui défilent: le duc de Noailles en 1748, Guillaume Vernéjoul en 1806, Lafon du Verdier en 1895. Ce dernier apporte alors une touche de rénovation, en érigeant un manoir de style néo-médiéval en lieu et place de l'ancien logis primitif.

### Un symbole de la résistance et de l'art du Lot
Loin des tumultes de ses heures médiévales, les Tours de Saint-Laurent deviennent pendant la Seconde Guerre mondiale un haut lieu stratégique de la Résistance intérieure française du Quercy. Un groupe de résistants toulousains décide d'établir leur radio clandestine mobile, émettant chaque jour dans la région de Saint-Céré depuis juin 1944. Néanmoins, monter et démonter chaque jour le matériel de diffusion le fragilisait rapidement. Pour éviter l'arrêt des émissions, l'équipe de résistants décide de prendre le risque de re-localiser leurs activités en un point fixe. Le choix se tourne rapidement vers les deux tours de Saint-Laurent, la plus haute de 35 m dominant le paysage lotois à exactement 500 m d'altitude: ainsi est né la station de Radio Quercy. Malgré un matériel de faible puissance, les émissions pouvaient être captées dans un rayon de 60 km. Les troupes allemandes ayant d'autres occupations en cette année 1944, la diffusion des reportages, bulletins d'informations et revues de presse ne sera jamais inquiétée. Très vite célèbre auprès des habitants de Saint-Céré, des maquisards du Lot et des Francs-tireurs et partisans, elle reçoit la collaboration de journaux clandestins de Brive-la-Gaillarde, Cahors, Figeac, et de personnalités de la résistance comme Jean Cassou, Jean Marcenac et André Chamson. À la suite de la libération de Toulouse en septembre 1944, l'équipe de résistants part alors rejoindre la Ville Rose pour continuer à contribuer à la libération du pays, en réactivant la défunte radio résistante Radio Toulouse-Pyrénées. Ainsi se termina l'épisode Radio Quercy qui rétablit le calme dans l'enceinte des Tours-Saint-Laurent.
Une fois la guerre achevée, le site retrouve un peu de vie: le peintre et tapissier Jean Lurçat, ancien résistant, achète les tours et l'ensemble du fort dont il est tombé amoureux au cours d'un voyage. Il convertit alors le manoir en atelier, qui sera orné de ses célèbres tapisseries, mais aussi peintures et céramiques. Après sa mort en 1966, de nombreuses œuvres demeurent dans le logis, alors habitée par la veuve de l'artiste, Simone Lurçat. Le château est par la suite cédé en 1986 par cette dernière au conseil général du Lot (la charge financière étant trop onéreuse pour la mairie de Saint-Laurent-les-Tours), à la simple condition que l'ensemble des œuvres du logis y reste exposé, en souvenir de son défunt mari. L'atelier-musée Jean Lurçat, par la suite honoré du label Maisons des Illustres, ouvre en 1988.
Le château bénéficie d'un classement au titre des monuments historiques par la liste de 1889 et les vestiges de l'enceinte, le château et son décor sont classés par arrêté du 26 avril 1988.

## Description
L'enceinte du château des Tours-Saint-Laurent abrite particulièrement deux tours en cours de restauration.
- Au Sud, la « petite tour », ou « Tour Raimon II », tour militaire érigée en 1178 par le vicomte de Turenne Raimon II. Haute de 28 m, sur une base carrée de 6,75 m, ce donjon roman avait pour but d'illustrer la puissance du château dans le sud de la vicomté de Turenne. Le haut de la tour a vraisemblablement été renové au XIVe siècle, comme l'atteste la différence entre les murs soigneusement taillés à contreforts plats des trois-quarts de la partie basse et les murs totalement lisses du dernier quart. Le couronnement, dont la façade ouest est tombée avec le temps, laisse subsister quelques mâchicoulis. Les rares ouvertures confirment la destinée exclusivement militaire de cet édifice[1],[3].
- Au Nord, la « grande tour », ou « Tour Maîtresse », seconde tour militaire érigée en 1390 par le vicomte de Turenne Guillaume Roger de Beaufort. Haute de 35 m, large de 10,50 m, dépassant la première tour pour culminer à une altitude totale de 500 m, cet autre donjon a été construit une fois que l'occupant anglais eut quitté la région. Bien qu'elle soit mieux aménagée que son homologue, en abritant un sous-sol, une chapelle ornée d'une clé de voûte aux blasons de Beaufort-Turenne, elle n'est guère plus ouverte, de par son caractère militaire. Elle bénéficie en 2011-2012 d'importantes restaurations[1],[7].
- Entre les deux tours, le « manoir rénové » par Lafon du Verdier en 1895. Érigé sur les anciens vestiges de l'époque médiévale, il abrite aujourd'hui l'atelier-musée Jean-Lurçat, autrefois demeure de l'artiste.
- À l'est, la « petite Tour de la Poterne ».
- À l'ouest, la « Tour de l'atelier de Rossanne ».
- Les remparts, rénovés durant les guerres de Religion par les protestants.